# Ettore Cercone
Ettore Cercone (Messina, 21 novembre 1850 – Sorrento, 12 settembre 1896) è stato un pittore e militare italiano.

## Biografia
Ettore Cercone, ufficiale di marina, era figlio di Francesco Cercone e di Celeste Irene. Entrato giovanissimo in Marina, nel 1878 aveva raggiunto il grado di ufficiale. Partecipò come marinaio alla Battaglia di Lissa, nel 1866, e in quella occasione dipinse la pirofregata Governolo, una nave a vapore a ruote, in legno, di fabbricazione inglese e appartenente alla Marina militare italiana e su cui era imbarcato. Cercone viaggiò nei mari dell'Estremo Oriente, per raccogliere esemplari di flora e di fauna marina, destinati ad accrescere le collezioni dell'Aquarium di Napoli. Si spinse in Giappone, Cina e Australia; visitò l'Egitto e la Spagna. Fra il 1883 e il 1884 dipinse piante e animali marini, sempre per l'Aquarium di Napoli. Nel 1888 fu tolto dal servizio attivo ed entrò nella riserva. Nel 1890 fu nominato capitano di corvetta.
Sue opere sono state utilizzate per l'albo La rivoluzione napoletana del 1799, curato da Benedetto Croce e pubblicato nel 1899, per il centenario della rivoluzione del 1799 e uscito, quindi, dopo la morte di Cercone.
La sua pittura mostra chiari riferimenti a dipinti di artisti napoletani, attivi alla fine dell'Ottocento, in particolare a quelli di Domenico Morelli. Intorno al 1880 ha iniziato anche a dipingere figure orientali, allora molto richieste dai collezionisti, per decorare i salotti della borghesia. Grande espressività hanno le sue figure di donna.

## Opere
- Alla Galleria dell'Accademia (Napoli), oli su tavola, datati 1880:[3]
  - Arabo seduto; Donne arabe; Arabo in preghiera; Soldato; Mezza figura di arabo; Due arabi; Ragazzo arabo; Portatrice d'acqua.
- Altri dipinti:
  - Alle Piramidi, esposto a Milano nel 1883
  - Madame Chrisanthème, esposto alla Promotrice di Napoli del 1896[4]
  - Caracciolo chiede sepoltura cristiana, firmato a datato 1888, Napoli, Museo di San Martino
  - Madonna, 1891, Roma, Galleria nazionale d'arte moderna e contemporanea
  - Figure orientali
  - Ragazza dell'harem
  - Preghiera della sera
  - Danza del ventre
  - Veduta di Torre Annunziata